# Плави Нил
Плави Нил (ам.: ዓባይ abay; ар.: النيل الأزرق an-Nīl al-Āzraq) је афричка река дуга 1.606 km. Њен басен покрива 325.000 km² у Етиопији и Судану.
Плави Нил истиче из језера Тана на Етиопској висоравни. Тече на југ кроз Етиопију, па скреће на северозапад и тече ка Судану. Код Картума се спаја са Белим Нилом и ствара реку Нил. Количина воде коју носи Плави Нил се много мења у зависности од сезоне за разлику од Белог. У априлу износи свега 100м³/с (10% укупних вода реке Нил), док у августу и септембру носи до 9000м³/с (што чини 80% укупног годишњег протока).

## Курс
Удаљеност реке од њеног извора до њеног ушћа је различито извештена на растојање између 1.460 km (910 mi) и 1.600 km (990 mi). Ова неизвесност може бити резултат чињенице да река тече кроз низ практично непробојних клисура усечених у Етиопској висоравни до дубине од око 1.500 m (4.900 ft). Према материјалима које је објавила Централна статистичка агенција, Плави Нил има укупну дужину од 1.450 km (900 mi), од чега је 800 km (500 mi) унутар Етиопије.

### У Етиопији
Плави Нил настаје на језеру Тана у Етиопији (где се зове река Абај). Река тече углавном на југ пре него што уђе у кањон дуг око 400 km (250 mi), око 30 km (19 mi) од језера Тана, што је огромна препрека за путовање и комуникацију између северне и јужне Етиопије. Кањон је први пут назван „Велики кањон“ 1968. године од стране британског тима који је извршио први спуст реке од језера Тана до краја кањона; касније групе речног рафтинга назвале су га „Велики кањон Нила“. Водопад Плавог Нила (амхарски: Тис Абај, дословно „велики дим“), једна од највећих туристичких атракција Етиопије, налази се на почетку кањона.
Река тече преко северозападне Етиопије пре него што се напаја бројним притокама између језера Тана и границе између Етиопије и Судана. Оне на њеној левој обали, низводно, укључују реку Ванку, реку Башило, реку Валака, реку Ванчет, реку Јама, реку Мугер, реку Гудер, реку Агвел, реку Неди, реку Дајдеса и река Дабус. Оне на десној страни, такође низводно, укључују Хандасу, Тул, Абају, Шаде, Тами, Ча, Шиту, Суху, Мугу, Гулу, Темчу, Бачат, Катлан, Џибу, Чамогу, Ветер и Белес.

### У Судану
Плави Нил затим иде на северозапад у Судан. Путује око 650 km (400 mi), тече поред Ер Росереса и прима реку Диндер на својој десној обали код Диндера. У Картуму, Плави Нил се спаја са Белим Нилом и, као Нил, тече кроз Египат до Средоземног мора у Александрији.

## Водени проток
Проток Плавог Нила достиже максималну запремину у кишној сезони од јуна до септембра, када снабдева 80–86% воде самог Нила. Ова река је била главни извор поплава Нила у Египту што је допринело плодности долине Нила и последичном успону старог Египта и египатске митологије. Са завршетком Асуанске бране 1970. године, ове поплаве су престале да се дешавају у доњем Египту. Током летње монсунске сезоне, поплаве Плавог Нила еродирају огромну количину плодног земљишта са Етиопске висоравни и носе га низводно као муљ, претварајући воду у тамносмеђу или скоро црну.
Плави Нил је од виталног значаја за егзистенцију Египта: као најзначајнија притока Нила, доприноси преко 85% тока Нила. Иако краћи од Белог Нила, 59% воде која стиже до Египта потиче из етиопских висоравни преко Плавог Нила. Река је такође важан ресурс за Судан, где брана Росерес и брана Сенар доприносе 80% производње електричне енергије у земљи из хидроенергије. Ове бране такође помажу у наводњавању Гезирског пројекта, који је најпознатији по висококвалитетном памуку, као и производњи пшенице и сточне хране у овој области.
У новембру 2012, Етиопија је започела изградњу Велике етиопске ренесансне бране, хидроелектране снаге 6000 мегавата на реци. Очекује се да ће брана бити подстицај за етиопску економију. Судан и Египат су, међутим, изразили забринутост због потенцијалног смањења количине расположиве воде. Производња електричне енергије почела је у фебруару 2022.

## Историја

### Рано европско истраживање
Први Европљанин за кога се зна да је видео Плави Нил у Етиопији и извор реке био је Педро Паез, шпански језуита који је стигао до извора реке 21. априла 1618. године.‍:361 Међутим, Португалац Жоао Бермудес, самопроглашени „патријарх Етиопије“, дао је први опис водопада реке Тис Абај у својим мемоарима објављеним 1565. године, као и знатан број Европљана који су живели у Етиопији крајем 15. века, као нпр. Перо да Ковиља је могао да види реку дуго пре Паеза, али није стигао до њеног извора. До извора самог Нила су такође 1629. дошли португалски језуитски мисионар Јеронимо Лобо и 1770. шкотски истраживач Џејмс Брус.
Иако су европски истраживачи размишљали о праћењу тока Нила од ушћа Плавог Нила у Бели Нил до језера Тана, кањон Плавог Нила је обесхрабрио сва настојања од покушаја Фредерика Кајлијуда 1821. Први озбиљан нелокални покушај да се истражи домет реке предузео је Американац В.В. Макмилан 1902. године, уз асистенцију норвешког истраживача Б.Х. Јенсена; Јенсен је ишао узводно од Картума, док је Макмилан пловио низводно од језера Тана. Међутим, Јенсенове чамце блокирали су брзаци код Фамаке близу границе између Судана и Етиопије, а Макмиланови чамци су уништени убрзо након што су поринути. Макмилан је охрабрио Јенсена да поново покуша да плови узводно од Картума 1905. године, али је био приморан да се заустави 500 km (300 mi) од језера Тана. Роберт Чисман, који бележи своје изненађење по доласку у Етиопију када је открио да су горње воде „једне од најпознатијих река на свету и оне чије је име било добро познато древним људима“ за његовог живота „обележене на мапи испрекиданим линијама“, успео је да мапира горњи ток Плавог Нила између 1925. и 1933. године. То није учинио тако што је пратио реку дуж њених обала и кроз њен непроходни кањон, већ је пратио са висоравни изнад, путујући око 8.000 km (5.000 mi) мазгом по околној земљи.

### Садашњост
Током 1950-их и 1960-их, неколико кајакаша веслало је деловима кањона. Године 1968, на захтев Хајла Селасија, тим од 60 британских и етиопских војника и научника направио је први потпуни спуст реком од језера Тана до тачке близу суданске границе, који је предводио истраживач Џон Блешфорд-Снел. Тим је користио специјално направљене Авон гумењаке на надувавање и модификоване јуришне чамце Краљевских инжењера за навигацију застрашујућим брзацима. Наредне рафтинг експедиције 1970-их и 1980-их углавном су покривале само делове кањона реке.
Године 1999, списатељица Вирџинија Морел и фотограф Невада Вир су путовали сплавом од језера Тана до Судана, објавивши након тога документарни филм о свом путовању. Године 2000, читалаца журнала American и National Geographic, Кенет Франц, видео је фотографију коју је Невада Вир направио за потоњи часопис. То га је навело да оснује добротворну организацију Мостови до просперитета. Ова фотографија приказује мост разорен током Другог светског рата, са десеторо људи са обе стране разрушеног распона који су вукли једни друге преко опасног јаза конопцем. Овај историјски мост саградио је цар Фасилидес отприлике 1660. године помоћу технологије римских мостова коју су португалски војници донели у Етиопију током битке са муслиманским освајачима 1507. године. Године 2001. и 2009, волонтери Мостова до просперитета путовали су из Сједињених Држава да поправе разорени мост преко Плавог Нила и касније изградили нови висећи мост који није подложан поплавама.
Дана 28. априла 2004, геолог Паскал Скатуро и његов партнер, кајакаш и редитељ документарних филмова Гордон Браун, постали су први познати људи који су пловили Плавим Нилом у целости. Иако је њихова експедиција укључивала неколико других учесника, Браун и Скатуро су једини остали у експедицији током целог путовања. Они су своју авантуру забележили са IMAX камером и две ручне видео камере, поделивши своју причу у филму Мистерија Нила и у књизи истог наслова.
Канађанин Лес Џиклинг и његов сарадник из тима Новозеланђанин Марк Танер су 29. јануара 2005. године завршили први прелаз целог Плавог Нила и Нила у Судану и Египту на потпуно људски погон. Њихово путовање од преко 5.000 km (3.100 mi) трајало је пет месеци и водило их је кроз Етиопију, Судан и Египат. Они причају да су веслали кроз зоне грађанског рата, регионе познате по бандитима, и наишли на више опасности и брзака.